# Bonjour (Stradivarius)
Pour les articles homonymes, voir Bonjour (homonymie).

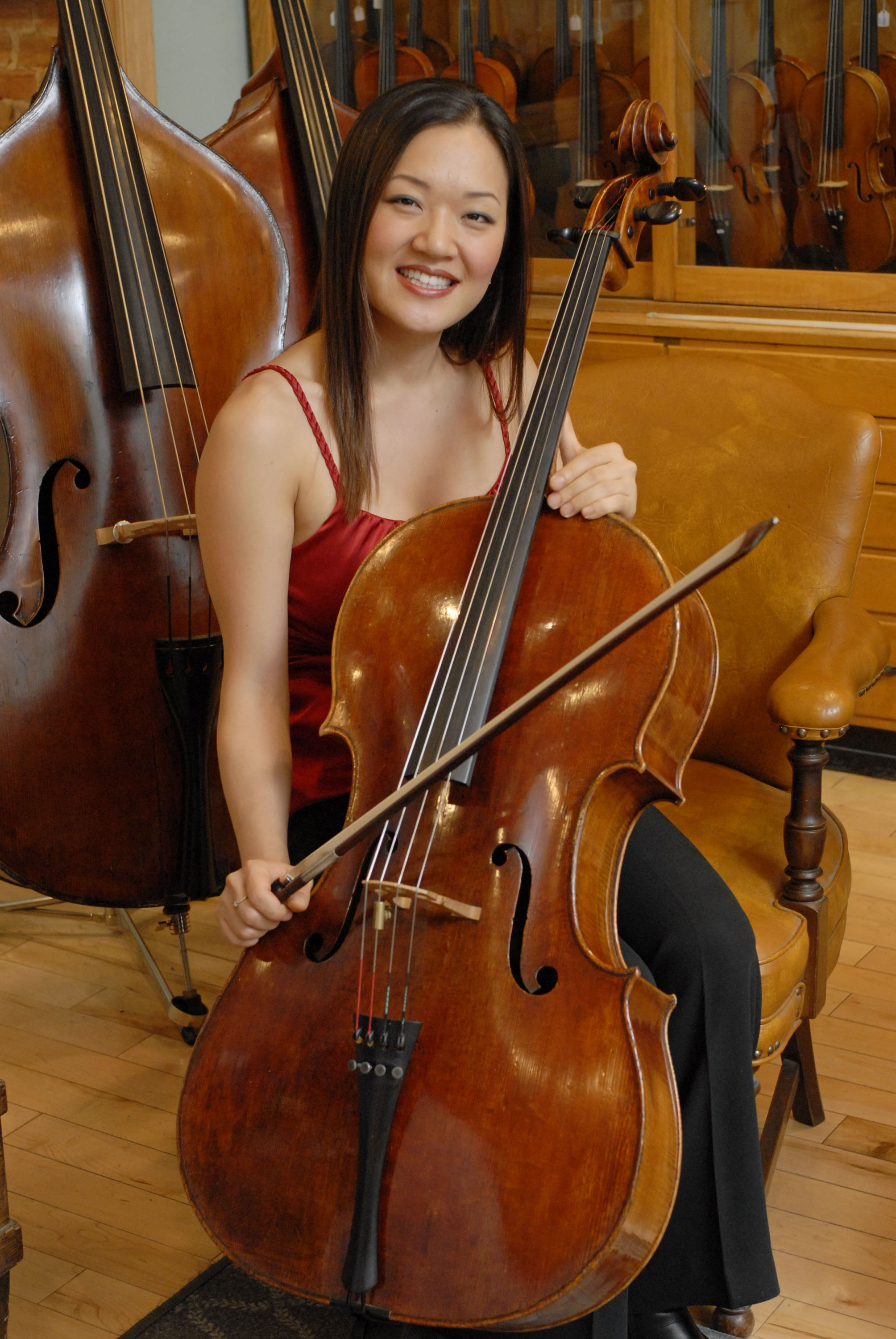
Le Bonjour joué par la violoncelliste Soo Bae.

Le Bonjour est un violoncelle construit vers 1696 par le luthier italien Antonio Stradivari. Il doit son nom à Abel Bonjour, violoncelliste amateur français du XIXe siècle. L'instrument a subi une réduction en 1860, effectuée par le luthier Charles Rambeaux, à Paris.
Après la mort de Abel Bonjour en 1885, le violoncelle passa successivement de Fridolin Hamma à Hans Kühne qui prêta l'instrument pour l'exposition de Crémone de 1937. L'instrument fut aussi la propriété de Martin Lovett (en) du Quatuor Amadeus. Son propriétaire actuel, le Conseil des arts du Canada, prête l'instrument pour 3 ans au gagnant de son concours national.
Depuis 2018, il est joué par le violoncelliste Bryan Cheng, deuxième prix du Concours International Reine Elisabeth 2022.
Sa valeur est estimée à plusieurs millions de dollars.

## Parcours
Voici le parcours connu de ce violoncelle, :
| Interprète         | Depuis | Avéré en | Jusqu'en |
| ------------------ | ------ | -------- | -------- |
| Abel Bonjour       |        |          | 1885     |
| Denise Djokic (en) | 2000   |          | 2003     |
| Kaori Yamagami     | 2003   |          | 2006     |
| Soo Bae            | 2006   |          | 2009     |
| Rachel Mercer      | 2009   |          | 2012     |
| Arnold Choi        | 2012   |          | 2015     |
| Cameron Crozman    | 2015   |          |          |

| Propriétaire                             | Depuis | Avéré en | Jusqu'en |
| ---------------------------------------- | ------ | -------- | -------- |
| Abel Bonjour                             |        |          | 1885     |
| Fridolin Hamma, Stuttgart                | 1885   |          |          |
| Dr Hans Kuhne (Lindau/Cologne)           |        | 1937     |          |
| Rolf Habisreutinger (Saint-Gall)         |        | 1966     |          |
| Habisreutinger Foundation                |        |          |          |
| Martin Lovett                            |        |          |          |
| Robert Cohen (Londres)                   | 1984   |          |          |
| Conseil des arts du Canada (don anonyme) | 1999   |          |          |